# Мечкарево
Мечкарево (болг. Мечкарево) — село в Болгарии. Находится в Сливенской области, входит в общину Сливен. Население составляет 444 человек.

## Политическая ситуация
В местном кметстве Мечкарево, в состав которого входит Мечкарево, должность кмета (старосты) исполняет Георги Тодоров Стоянов (ГЕРБ) по результатам выборов правления кметства.
Кмет (мэр) общины Сливен — Стефан Николов Радев (ГЕРБ) по результатам выборов в правление общины.